# سلمان آل خليفة
سلمان آل خليفة (مواليد 24 مارس 1976) سائق سيارات سباقات بحريني يتنافس حاليا في تحدي حلبة البحرين الدولية 2000 سي سي. كان قد تنافس سابقا في سلسلة تي سي آر الدولية.

## روابط خارجية
- سلمان آل خليفة على موقع DriverDB.com (الإنجليزية)